# 검색 상자

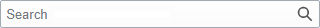

검색 상자(search box)는 파일 관리자, 웹 브라우저, 웹사이트 등 컴퓨터 프로그램에 사용되는 그래피컬 컨트롤 요소의 하나이다. 검색 상자는 보통 한 줄의 텍스트 상자나 검색 아이콘으로 구성되어 있으며 후자의 경우 데이터베이스에서 검색하기 위해 사용자의 입력을 수락하기 위한 기능이 포함된다. 웹 페이지의 검색 상자는 보통 사용자가 질의문을 입력한 다음 웹 검색 엔진 서버 사이드 스크립트로 제출하게 한다.
검색 상자는 검색 제출을 위한 검색 버튼(search button)이 함께 있는 경우가 흔하다. 그러나 검색 버튼은 사용자가 Enter 키를 눌러서 검색을 제출하기 위해 생략되는 경우가 있고 증분 검색을 통해 사용자에게 자동으로 검색 결과가 나타나는 경우도 있다.
검색 상자는 사이트 검색 기능의 핵심부이며 양질의 콘텐츠를 제공하는 웹사이트의 웹사이트 설계의 중요한 요소이다.

## 같이 보기
- 웹 내비게이션